# Francisco León
Francisco León é um município do estado do Chiapas, no México. A população do município calculada no censo 2005 era de 6.454 habitantes.